# 34002 Movsesian
34002 Movsesian è un asteroide della fascia principale. Scoperto nel 2000, presenta un'orbita caratterizzata da un semiasse maggiore pari a 2,2903189 au e da un'eccentricità di 0,0513842, inclinata di 5,65580° rispetto all'eclittica.